# Pan Peninsula Tower
Pan Peninsula Tower – apartamentowiec składający się z dwóch wież, zlokalizowany w Isle of Dogs, w Docklands, dzielnicy portowej Londynu, w Wielkiej Brytanii. Budynki otwarto po trwającej cztery lata budowie w lutym 2009 roku, posiadają odpowiednio 147 metrów i 48 kondygnacji, oraz 122 metry i 38 kondygnacji. Budynek należy do firmy developerskiej Ballymore Properties Ltd., jest najwyższym rezydencjalnym budynkiem w Europie. Do użytku mieszkańców oddano m.in.: siłownie, SPA, restauracje czy kino. W wyższym z budynków tzw. "Wieży Wschodniej" znajduje się 430 apartamentów, natomiast w niższej "Wieży Zachodniej" 356 mieszkań.